# Srednje Gameljne
Srednje Gameljne so naselje na severu Ljubljane, med Črnučami in Šmartnim, v Mestni občini Ljubljana.
V naselju stoji cerkev Sv. Andreja.
S centrom Ljubljane jo povezujejo mestne avtobusne linije št. 1B, 8 in 8B.